# Histiogamphelus
Histiogamphelus es un género de pez de la familia Syngnathidae en el orden de los Syngnathiformes.

## Especies
- Histiogamphelus briggsii McCulloch, 1914
- Histiogamphelus cristatus Macleay, 1881